# ارتش استقلال برمه

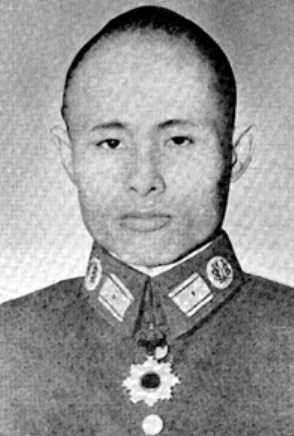
سرلشکر آنگ سان به عنوان وزیر دفاع، ۱۹۴۳. او پدر سیاستمدار زن میانمار، آنگ سان سو چی برنده جایزه نوبل در سال ۱۹۹۱ میلادی است.

ارتش استقلال برمه (به انگلیسی: Burma Independence Army) یک ارتش انقلابی و همدست با نیروهای محور بود که برای کمک به ژاپنی‌های میانمار (برمه) در سال ۱۹۴۲ در طی حمله ژاپن به برمه و برای پایان سلطه حکومت بریتانیا در برمه جنگید.
این اولین ارتش پسااستعماری در تاریخ برمه بود. ارتش استقلال برمه از گروهی ملی‌گرایان برمه در سال ۱۹۴۱ به نام سی رفیق و تحت نظارت نیروی زمینی امپراتوری ژاپن تشکیل شد. تلاش‌های ارتش استقلال برمه برای ایجاد یک دولت در طول تهاجم ژاپن منجر به انحلال آن توسط ژاپنی‌ها و تشکیل «ارتش دفاع برمه» که کوچکتر بود به جای آن شد. همان‌طور که ژاپن برمه را به سمت استقلال اسمی هدایت کرد، ارتش دفاع برمه در سال ۱۹۴۳ به ارتش ملی برمه در ایالت برمه تبدیل شد و سپس به صورت یک دولت دست‌نشانده تحت با ماو، گسترش یافت.
پس از تماس مخفیانه با بریتانیا در طول سال ۱۹۴۴، در ۲۷ مارس ۱۹۴۵، ارتش استقلال برمه علیه ژاپنی‌ها شورش کرد. ارتش به عنوان متحد از فرمانده عالی متفقین، لرد لوئیس مونتباتن، که به کمک آنها برای مقابله با نیروهای ژاپنی نیاز داشت، به رسمیت شناخته شد. در حال عقب‌نشینی نیروهای ژاپنی و کاهش فشار بین رهبری ارتش استقلال و بریتانیا به عنوان بخشی از اتحادیه ضد فاشیست آزادی مردم، ارتش استقلال در جریان رژه پیروزی مشترک متفقین و برمه در رانگون در ۲۳ ژوئن ۱۹۴۵، دوباره به عنوان «نیروهای میهنی برمه» نامگذاری شد. پس از جنگ، پس از مذاکرات پرتنش، تصمیم گرفته شد که نیروهای میهنی برمه در ارتش جدید برمه تحت کنترل بریتانیا ادغام شود، اما بسیاری از کهنه سربازان تحت رهبری قدیمی در «سازمان شبه نظامی داوطلب مردمی» در وضعیت ناپایدار برمه پس از جنگ به کار خود ادامه دهند.

## آنگ سان و ژاپن
آنگ سان یک ناسیونالیست جنبش دانشجویی بود که برای آرمان یک برمه مستقل کار می‌کرد. زمانی که در دانشگاه بود، به یک رهبر سیاسی بانفوذ تبدیل شد و بستر جدیدی برای دانشجویان ملی‌گرای تحصیل‌کرده ایجاد کرد که قصد تشکیل یک کشور مستقل برمه را داشتند. در سال ۱۹۳۸ او به حزب رادیکال و ضد استعماری دوباما آسیایونه (معروف به «تاکینز») پیوست. پس از شیوع جنگ جهانی دوم، حزب دوباما آسیایونه با حزب بینوایان ترکیب شد و بلوک آزادی را ایجاد کرد که با تلاش‌های جنگی بریتانیا مخالفت کرد، مگر اینکه برمه بلافاصله پس از جنگ استقلال خود را تضمین کند و تهدید کرد که کارزار ضدانگلیسی و ضد جنگ خود را افزایش خواهد داد. بریتانیایی‌ها خواسته‌های بلوک آزادی را رد کردند و بسیاری از رهبری آن تا پس از حمله ژاپن در سال ۱۹۴۲ به زندان افتادند. آنگ سان در سال ۱۹۴۰ به جمهوری چین (۱۹۴۹–۱۹۱۲) پرواز کرد تا با چینی‌ها تماس برقرار کند تا در مورد سرمایه‌گذاری در ارتش مستقل برمه بحث کند.
در سال ۱۹۴۰، علاقه نظامی امپراتوری ژاپن به آسیای جنوب شرقی افزایش یافته بود، بریتانیایی‌ها آشکارا به جمهوری چین (۱۹۴۹–۱۹۱۲) که ژاپن در جنگ دوم چین و ژاپن علیه آن می‌جنگید، کمک نظامی می‌کردند. مخصوصاً از طریق جاده برمه تازه افتتاح شده، مواد جنگی می‌فرستادند. با دشمنی آشکار ژاپن با بریتانیا و ایالات متحده، اشغال برمه برای ارتش ژاپن اهمیت حیاتی پیدا کرد. اشغال برمه به معنای سرکوب مسیر تدارکاتی به جمهوری چین از بزرگراه برمه بود که یکی از مسیرهای کمک‌رسانی بود. ژاپنی‌ها همچنین لاستیک طبیعی را یکی از معدود منابع نظامی می‌دانستند که ایالات متحده نمی‌توانست برای خود تأمین کند. این ایده وجود داشت که با کنترل عرضه لاستیک طبیعی در آسیای جنوب شرقی، ممکن است یک معاهده صلح به شکلی مطلوب برای ژاپن ایجاد شود.
سرهنگ کیجی سوزوکی، افسر ستاد کل امپراتوری، مأموریت یافت تا استراتژی مقابله با جنوب شرق آسیا را طراحی کند و طرحی برای عملیات مخفیانه در برمه تهیه کرد. ژاپنی‌ها در آن زمان اطلاعات کمی در مورد برمه داشتند و تماس‌های کمی در داخل این کشور داشتند. مأمور ارشد ژاپنی در این کشور، «کوکوبو شوزو»، نیروی ذخیره نیروی دریایی بود که چندین سال در آنجا اقامت داشت و با اکثر گروه‌های سیاسی ضد بریتانیایی ارتباط داشت. سوزوکی به‌طور مخفیانه از برمه دیدن کرد و در سپتامبر ۱۹۴۰ به عنوان یک روزنامه‌نگار برای یومیوری شیمبون تحت نام «ماسویو می‌نامی» و همچنین با رهبران سیاسی
تاکین کوداو همائینگ و دوباما آسیایونه ملاقات کرد. ژاپنی‌ها بعداً با آنگ سان در چین تماس گرفتند که به شیامن زمانی که سوزوکی او را بازداشت کرد، رسیده بود.
سوزوکی و آنگ سان سپس به توکیو پرواز کردند. پس از بحث و گفتگو در ستاد کل امپراتوری، در فوریه ۱۹۴۱ تصمیم به تشکیل سازمانی به نام «می‌نامی کیکان» گرفته شد که قرار بود از گروه‌های مقاومت برمه حمایت کند و راه برمه به چین را ببندد. در تعقیب این اهداف، جنگجویان بالقوه استقلال در برمه را به خدمت گرفته و آنها را در متحد ژاپن تایلند یا رژیم وانگ جینگ وی آموزش می‌دادند. آنگ سان و ۲۹ نفر دیگر، افسران آینده و هسته اصلی ارتش استقلال برمه، معروف به سی رفیق در آوریل ۱۹۴۱ برمه را ترک کردند و در جزیره هاینان (در چین کنونی) در زمینه رهبری، جاسوسی، تاکتیک‌های جنگ چریکی و سیاسی آموزش دیدند. سرهنگ سوزوکی برای کارش با می‌نامی کیکان نام برمه‌ای «بو مو گیو» («فرمانده صاعقه») را به خود گرفت.

## تشکیل و اقدام ارتش استقلال برمه

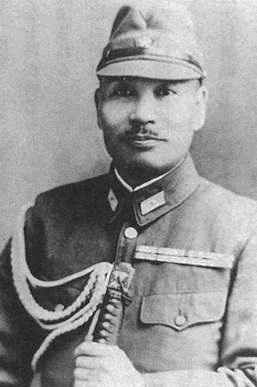
کیجی سوزوکی (نظامی) به عنوان سرلشکر

در ۷ دسامبر ۱۹۴۱، ژاپن به ایالت آمریکا و بریتانیا حمله کرد. در ۲۸ دسامبر، در مراسمی در بانکوک ارتش استقلال برمه (BIA) رسماً تشکیل شد. سی رفیق، و همچنین سرهنگ سوزوکی، خونشان را از بازوهایشان با سرنگ گرفتند، سپس در ظرفی نقره‌ای ریختند و با مشروبی مخلوط می‌کردند که به نشانه تعهد وفاداری ابدی در میان خود و به آرمان استقلال برمه - هر یک از آن‌ها از این مشروب نوشیدند. ارتش استقلال برمه در ابتدا ۲۲۷ برمه ای و ۷۴ ژاپنی عضو داشت. برخی از سربازان برمه ای ساکنان نسل دوم تایلند بودند که نمی‌توانستند برمه ای صحبت کنند.
ارتش استقلال برمه تشکیل شده و به شش واحد تقسیم شد که برای شرکت در حمله ژاپن به برمه در ژانویه ۱۹۴۲، در ابتدا به عنوان جمع‌آوری اطلاعات، خرابکاران و جویندگان اطلاعات گماشته شدند. رهبر ارتش استقلال برمه با کیجی سوزوکی به عنوان فرمانده کل، و آنگ سان به عنوان «افسر ارشد ستاد» اعلام شد. هنگامی که ارتش وارد برمه شد، از ۲۳۰۰ نفر تشکیل شده بود.
با ورود ژاپنی‌ها و ارتش استقلال به برمه، ارتش استقلال برمه از حمایت مردم غیرنظامی برخوردار شد و توسط بسیاری از داوطلبان بامار تقویت شد. این باعث شد که تعداد آنها به حدی افزایش یابد که تا زمانی که نیروهای ژاپنی در ۸ مارس به یانگون رسیدند، تعداد ارتش استقلال برمه به ۱۰۰۰۰ تا ۱۲۰۰۰ نفر رسید و در نهایت به ۱۸۰۰۰ تا ۲۳۰۰۰ افزایش یافت. با این حال، بسیاری از داوطلبانی که به ارتش استقلال برمه پیوستند، به‌طور رسمی استخدام نشدند، بلکه مقامات یا حتی باندهای جنایتکار بودند که خود را ارتش استقلال برمه نامیدند تا فعالیت‌های خود را پیش ببرند. ژاپنی‌ها سلاح‌های کمی در اختیار ارتش استقلال برمه قرار دادند، اما آنها خود را از سلاح‌های رها شده یا تسخیر شده بریتانیایی مسلح کردند. با کمک یک کمپین تبلیغاتی از سوی ارتش استقلال برمه، سوزوکی مورد استقبال مردم برمه قرار گرفت، زیرا این خبر منتشر شد که «بو مو گیو» (سوزوکی) از نوادگان شاهزاده مایینگون، شاهزاده برمه ای و در خط مستقیم جانشینی است. تاج و تخت برمه که پس از یک شورش ناموفق به هوشی‌مین (شهر) (سایگون) تبعید شده بود، جایی که شاهزاده در سال ۱۹۲۳ درگذشت. تبلیغات مبنی بر اینکه بو مو گیو قرار بود مقاومت را برای بازگرداندن تاج و تخت رهبری کند، به زودی در سراسر برمه گسترش یافت، که به ایجاد قالبی برای روستاییان برمه ای کمک کرد تا مشارکت ژاپنی‌ها در سرنگونی بریتانیا را بپذیرند.
در طول تهاجم، تعداد فزاینده ای از ارتش استقلال در حملات به جمعیت‌های اقلیت (به ویژه کارن‌ها) و شکار پناهندگان هندی که از ژاپنی‌ها فرار می‌کردند، شرکت داشتند. بدترین جنایات علیه کارن‌ها در دلتای ایراوادی در جنوب رانگون را نمی‌توان به دکویت‌ها یا سربازان غیر سازماندهی شده نسبت داد، بلکه اقدامات توسط زیرمجموعه ای از ارتش استقلال معمولی و افسران ژاپنی آنها انجام شد. عناصر ارتش استقلال در ایراوادی ۴۰۰ روستای کارن را با تلفات حدود ۱۸۰۰ نفر ویران کردند. در یک نمونه، که در خاطرات کیاو زاو، یکی از سی رفیق، نیز شرح داده شده‌است، سرهنگ سوزوکی شخصاً به ارتش استقلال دستور داد تا دو روستای بزرگ کارن را ویران کند و پس از کشته شدن یکی از افسرانش در یک حمله مقاومت ضد ژاپنی در یک اقدام تلافی جویانه، همه را به قتل برساند.

### تنش بین ژاپن و ارتش استقلال
از آنجایی که تهاجم به سرعت به نفع ژاپن ادامه یافت، قلمروهای بیشتری به دست ژاپنی‌ها افتاد که توافقنامه استقلال برمه را نادیده گرفتند. از آنجایی که صفوف ارتش استقلال با هزاران ارتشی و داوطلب غیرسازمان‌یافته، با سلاح‌های فراوان در سراسر کشور پخش شده بودند، به هرج و مرج گسترده منجر شد، غارت و کشتار رایج بود. فرماندهی ارتش ژاپن اداره ای را بر اساس شرایط خود تشکیل دادند و فرماندهان ارتش پانزدهم (ژاپن) شروع به تضعیف ایجاد دولت مستقل برمه کردند. «تاکین تون اوکه» به عنوان مدیر سیاسی و سازمان دهنده دولتی انتخاب شده بود. ارتش استقلال برای تشکیل دولت‌های محلی در برمه تلاش کرد. تلاش بر سر اداره ماولامیاین که لشکر ۵۵ ژاپن به‌طور قاطع درخواست برمه‌ها را رد کرده بود و حتی آنها را از ورود به شهر منع کرده بود. بسیاری در ارتش استقلال سرکوبشان توسط ژاپنی‌ها را مبتنی بر مفاهیم برترپنداری نژادی می‌دانستند.

### انتقال به ارتش ملی برمه
پس از یک سال تصرف برمه توسط ژاپن، در ۱ اوت ۱۹۴۳، ایالت تازه تأسیس ایالت برمه توسط ژاپن، استقلال اسمی اعطا شد و به عضویت حوزه رفاه مشترک آسیای شرقی بزرگ درآمد. رئیس دولت آن دکتر با ماو شد، یک سیاستمدار ضد استعماری که قبل از جنگ توسط بریتانیا زندانی شده بود. آنگ سان با درجه جدید سرلشکر و بو لت یا به عنوان معاون وی در رژیم جدید وزیر دفاع شد. نی وین (که بعدها بعد از جنگ جهانی دوم دیکتاتور برمه شد) فرمانده کل ارتش ملی برمه شد. ارتش استقلال در نهایت شامل هفت گردان پیاده و انواع واحدهای پشتیبانی با قدرتی بود که به حدود ۱۱۰۰۰ تا ۱۵۰۰۰ نفر رسید. اکثر آنها از اکثریت جمعیت بامر بودند، اما یک گردان از اقلیت مردم کارن برخاسته بود.
اگرچه برمه اسماً خودمختار بود، قدرت دولت برمه برای اعمال حاکمیت خود عمدتاً توسط توافقات زمان جنگ با ژاپن محدود شده بود. نیروی زمینی امپراتوری ژاپن علیرغم اینکه ژاپن دیگر کنترل رسمی بر برمه نداشت، حضور گسترده‌ای داشت و به اقدامات خودسرانه ادامه می‌داد. سختی‌های ناشی از آن و نگرش‌های نظامی‌گرایانه ژاپنی، اکثریت جمعیت برمه را علیه ژاپنی‌ها برانگیخت. نگرش غیر حساس ارتش ژاپن به ارتش استقلال نیز کشیده شد. حتی افسران ارتش استقلال موظف بودند که به افراد رده پایین ارتش امپراتوری ژاپن به عنوان مافوق خود سلام کنند. آنگ سان به زودی از وعده‌های ژاپنی مبنی بر استقلال واقعی و توانایی ژاپن برای پیروزی در جنگ ناامید شد. همان‌طور که ژنرال بریتانیایی در نبرد برمه، ویلیام جوزف اسلیم بیان کرد:
دیری نگذشت که آنگ سان متوجه شد که منظور او از استقلال، ارتباط کمی نیز با آنچه ژاپنی‌ها برای دادن آن آماده بودند، ندارد - اینکه او یک ارباب قدیمی را با یک ارباب جدید بی‌نهایت مستبدتر عوض کرده‌است. همان‌طور که یکی از پیروان برجسته‌اش زمانی گفت. به من گفت: اگر انگلیسی‌ها خون ما را می‌مکیدند، ژاپنی‌ها استخوان‌های ما را آسیاب می‌کنند!

## تغییر طرفین
در سال ۱۹۴۴، ارتش استقلال با سایر گروه‌های سیاسی در داخل برمه، مانند کمونیست‌ها، تماس برقرار کرد. در اوت ۱۹۴۴، یک سازمان جبهه مردمی به نام سازمان ضد فاشیست با تاکین سوئه، یکی از اعضای مؤسس حزب کمونیست برمه به عنوان رهبر تشکیل شد. از طریق کمونیست‌ها، آنگ سان سرانجام توانست با نیروی بریتانیایی ۱۳۶ در راج بریتانیا تماس برقرار کند. تماس‌های اولیه همیشه غیر مستقیم بود. نیروی ۱۳۶ همچنین توانست با اعضای واحد کارن ارتش استقلال در رانگون از طریق عواملی که با چتر نجات به ایالت کایا، منطقه پرجمعیت کارن در شرق برمه پرتاب شده بودند، تماس برقرار کند. در دسامبر ۱۹۴۴، سازمان ضد فاشیست با متفقین تماس گرفت و آمادگی آنها را برای راه اندازی یک قیام ملی که شامل ارتش استقلال نیز می‌شد، نشان داد. وضعیت بلافاصله توسط بریتانیا برای شورش توسط ارتش استقلال مساعد تلقی نشد و اختلافات داخلی در مورد حمایت از ارتش استقلال بین آنها وجود داشت. بریتانیایی‌ها نسبت به معامله با آنگ سان تردید داشتند. برخلاف نیروی ۱۳۶، افسران امور مدنی لرد لوئیس مونتباتن در فرماندهی جنوب شرق آسیا خواستار محاکمه او برای جنایات جنگی، از جمله یک پرونده قتل ۱۹۴۲ که در آن او شخصاً یک غیرنظامی به نام رئیس روستای تهبیوگون را در مقابل دیدگان جمعیت زیادی اعدام کرد. ژنرال ویلیام اسلیم بعدها نوشت:
«من کمک [آنگ سان] و ارتش او را تنها با درک روشنی که به معنای عدم به رسمیت شناختن هیچ دولت موقتی است، می‌پذیرم… دولت بریتانیا قصد خود را برای اعطای خودمختاری به برمه در داخل کشورهای مشترک المنافع بریتانیا اعلام کرده بود. و بهتر است بحث خود را به بهترین روش بیرون راندن ژاپنی‌ها از کشور به عنوان گام بعدی به سوی خودگردانی محدود کنیم.»
در اواخر مارس ۱۹۴۵، ارتش استقلال در رانگون رژه رفت و ظاهراً برای شرکت در نبردهایی که سپس در برمه مرکزی جریان داشت، کارزار برمه (۱۹۴۵-۱۹۴۴) رژه انجام داد. در عوض، در ۲۷ مارس، آنها آشکارا به ژاپنی‌ها اعلام جنگ کردند و در یک شورش در سراسر کشور قیام کردند. واحدهای ارتش استقلال در سراسر کشور تحت ده فرماندهی منطقه ای مختلف مستقر شدند. کسانی که در نزدیکی خط مقدم بریتانیا در اطراف رود ایراوادی بودند، از واحدهای متفقین که در این منطقه فعالیت می‌کردند، درخواست تسلیحات و تدارکات کردند. آنها همچنین کنترل نهادهای مدنی را در اکثر شهرهای اصلی به دست گرفتند. آنگ سان و دیگران متعاقباً مذاکرات را با مونت‌باتن آغاز کردند و در ۲۳ ژوئن ۱۹۴۵ رسماً به متفقین جنگ جهانی دوم به عنوان نیروهای میهنی برمه (ارتش ملی برمه) پیوستند.

## پسایند

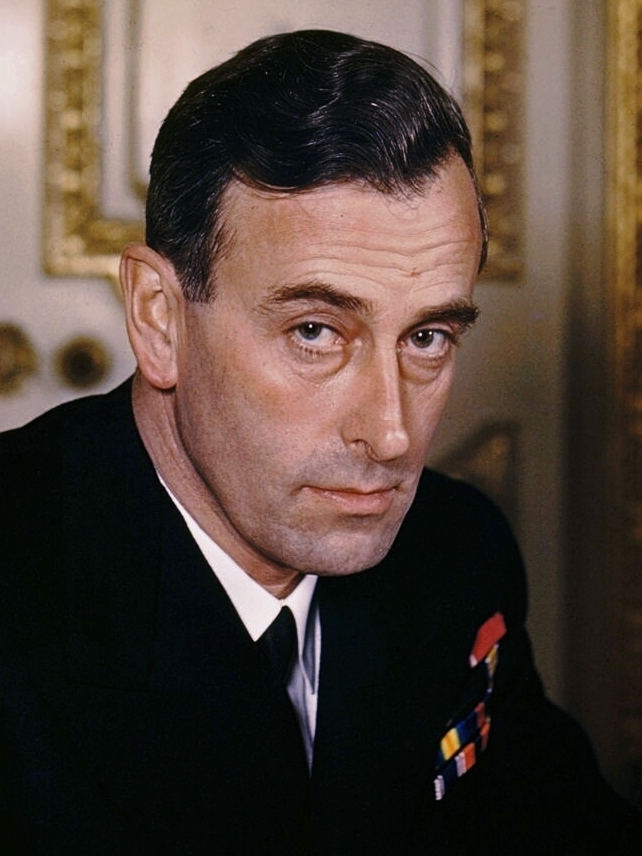
لوئیس مونتباتن (انگلیسی: Louis Mountbatten) یا با نام کامل دریابُد ناوگان لوئیس فرانسیس آلبرت ویکتور نیکلاس مونتباتن، اولین ارل مونتباتنِ برمه (انگلیسی: Louis Mountbatten, 1st Earl Mountbatten of Burma)

ژاپنی‌ها تا ماه مه ۱۹۴۵ از بیشتر مناطق برمه بیرون رانده شدند. سپس مذاکرات با انگلیسی‌ها بر سر خلع سلاح سازمان ضد فاشیست آغاز شد که در اوایل مارس همان سال به یک جبهه متحد متشکل از نیروهای میهنی برمه، حزب کمونیست برمه و حزب سوسیالیست برمه و به اتحادیه ضد فاشیست آزادی مردم تغییر نام داده بود. اگر فرماندار بریتانیایی برمه، رجینالد دورمن اسمیت، هنوز در تبعید در شیملا و ژنرال ویلیام جوزف اسلیم راه خود را پیش گرفته بودند، ارتش استقلال برمه غیرقانونی اعلام می‌شد و منحل می‌شد. آنگ سان به دلیل همکاری با ژاپنی‌ها به عنوان یک خائن دستگیر و به جنایات جنگی متهم می‌شد. با این حال، فرمانده عالی متفقین، لوئیس مونتباتن مشتاق بود که از یک جنگ داخلی اجتناب کند و همکاری آنگ سان را که بر هزاران نیروی بسیار سیاسی شده قدرت داشت، تضمین کند.
هنگامی که بریتانیا با هشدار متوجه شد که نیروهای میهن‌پرست برمه سلاح‌های خود را نگه می‌دارند و آماده فعالیت‌های مخفی، مذاکرات پرتنش در کنفرانسی در کندی (سری‌لانکا)، سیلان، در سپتامبر ۱۹۴۵ برگزار شد. آنگ سان، شش فرمانده نیروهای میهن‌پرست برمه و چهار نماینده سیاسی اتحادیه ضد فاشیست آزادی مردم با فرماندهی جنوب شرق آسیا ملاقات کردند و لرد مونت‌باتن به کمک ارتش ملی برمه در پیروزی در برمه برای کاهش تنش‌ها اذعان کرد. بریتانیایی‌ها پیشنهاد دادند که حدود ۵۰۰۰ کهنه سرباز و ۲۰۰ افسر نیروهای میهن‌پرست برمه هسته ارتش برمه را تشکیل دهند تا پس از جنگ تحت فرمان بریتانیا با گردان‌های استعماری مردم کارن، کاچین و قوم چین ادغام شوند. در پایان، تنها تعداد کمی از نیروهای نیروهای میهن‌پرست برمه برای ارتش انتخاب شدند که اکثر آنها با حقوق دوماهه به خانه فرستاده شدند.
به آنگ سان درجه معاون بازرس کل ارتش برمه پیشنهاد شد، اما او پس از بازگشت دولت فرماندار دورمن اسمیت، آن را رد کرد. بو لت یا در عوض این موقعیت را به دست آورد در حالی که آنگ سان یک رهبر سیاسی غیرنظامی در اتحادیه ضد فاشیست آزادی مردم و رهبر سازمان داوطلبان خلق شد، که ظاهراً یک سازمان کهنه سرباز برای ارتش ملی برمه سابق، اما در واقع یک شبه نظامی نیروهایی که آشکارا در حال تمرین نظامی بودند و تعداد آنها در نهایت به ۵۰۰۰۰ رسید. سازمان داوطلبان خلق قرار بود جایگزین ارتش ملی برمه به عنوان یک عامل بازدارنده بزرگ در برابر بریتانیا و رقبای کمونیست او در اتحادیه ضد فاشیست آزادی مردم شود. آنگ سان در سال ۱۹۴۶ رئیس اتحادیه ضد فاشیست آزادی مردم شد و به مبارزات مسالمت آمیزتر برای استقلال و حکومت بریتانیا در برمه تا زمان ترور آنگ سان پس از پیروزی قاطع اتحادیه ضد فاشیست آزادی مردم در انتخابات مجلس مؤسسان در آوریل ۱۹۴۷ ادامه داد. برمه پس از استقلال (۱۹۶۲-۱۹۴۸) سرانجام در ۴ ژانویه ۱۹۴۸ مستقل شد.